# Cataloxia diagrapta
Cataloxia diagrapta är en fjärilsart som beskrevs av George Francis Hampson 1926. Cataloxia diagrapta ingår i släktet Cataloxia och familjen nattflyn. Inga underarter finns listade i Catalogue of Life.